# Betsabé Ruiz
Betsabé Ruiz Narváez (San Juan, 14 de noviembre de 1951) es una actriz argentina con nacionalidad española, que trabajó en papeles menores en una gran variedad de películas, mayoritariamente españolas. 

## Biografía
Aproximadamente hasta los 13 años vivió en Argentina y después fue llevada por sus padres a vivir a España. Debutó en el cine con la película "Club de solteros", a las órdenes de Pedro Mario Herrero con tan solo 14 años. Le tocaron de lleno los años de cine de terror en España, en donde trabajó en una película icónica de la época: La noche de Walpurgis de León Klimovsky, protagonizada por Paul Naschy.

## Filmografía
- Visión de un asesino (1981)[2]
- El mejor regalo (1975)[3]…Amiga de Carlos
- La saga de los Drácula (1973)…Stilla
- Santo contra el doctor Muerte (1973)…Margaret Smith
- Autopsia (1973)…Mariela
- El ataque de los muertos sin ojos (1973)[4] es una película española de 1973 de terror escrita y dirigida por Amando de Ossorio.[5] Con música de Antón Garcia Abril los papeles principales están interpretados por Tony Kendall, Fernando Sancho y Esperanza Roy.[6]...mucama del gobernador
- Las garras de Lorelei (1973) …futura esposa
- El espectro del terror (1973)…Nicole
- No es bueno que el hombre esté solo (1973)…Chica de club
- El espanto surge de la tumba (1973)…Silvie
- La curiosa (1973)
- Las melancólicas (1971)
- Si Fulano fuese Mengano[7][8] (1971)…Lola
- Una chica casi decente[9] (1971)
- El diablo Cojuelo (1971)…Florinda
- La noche de Walpurgis[10] es una película de terror de 1971.[11] Dirigida por León Klimovsky[12] y escrita por Paul Naschy y Hans Munkel[13] se trata de la cuarta película centrada en el hombre lobo Waldemar Daninsky interpretado por Naschy.[14] (1971) …Novia de Pierre
- La orilla (1971)…Hermana Eugenia
- El monumento (1970) Señorita de la pastelería
- Enseñar a un sinvergüenza (1970)
- La vida sigue igual (1969)…Amiga de María José
- Club de solteros[1] (1967)